# Баби (Наход)
Баби (чеш. Babí) — деревня в составе города Наход, расположенная примерно в 2 км к северо-востоку от Находа. Через деревню проходит железная дорога Тиниште-над-Орлици — остановка Отовице. В Баби работал футбольный клуб Сокол Баби. В 2009 году здесь было зарегистрировано 270 адресов. В 2001 году в Баби проживало 769 жителей.
Баби находится на кадастровой территории Баби у Находа площадью 2,16 км2.